# Emmanuel Cateland
Pour les articles homonymes, voir Cateland.
Emmanuel Cateland, né le 9 juillet 1876 à Tarare et mort le 26 février 1948, est un architecte français.
Il est le fils de l'architecte Eugène-Toussaint Cateland, le frère des architectes Joseph et Amédée Cateland (également orfèvre), le père de l'architecte Jean Cateland, le grand-père de l'architecte Yves Cateland et l'arrière grand-père de l'architecte Bruno Cateland.

## Carrière
Il commence sa carrière avec son père en 1900. En 1911, il réalise le « Gratte-ciel de Lyon », l'immeuble Cateland. Après-guerre, il participe à la reconstruction de l'Aisne. En 1921, il installe son cabinet à Lyon puis en 1926, il jette les bases du cabinet d’architectes Desjardins-Cateland à la suite du décès de Paul Desjardins, fils de Tony Desjardins.
Il est le président de la Société académique d'architecture de Lyon.

## Œuvres
- Immeuble Cateland à Lyon (1911).
- Monument aux chasseurs de la 86ème brigade au col de la Chipotte (Vosges) (1919), avec son frère Amédée Cateland[2].
- Restauration de la Maison Cazin à Pérouges (1934).
- Architecture de la tombe Garcin au cimetière de Loyasse, avec son fils Joseph Cateland (sculptée par M. R. Dubreuil jeune)

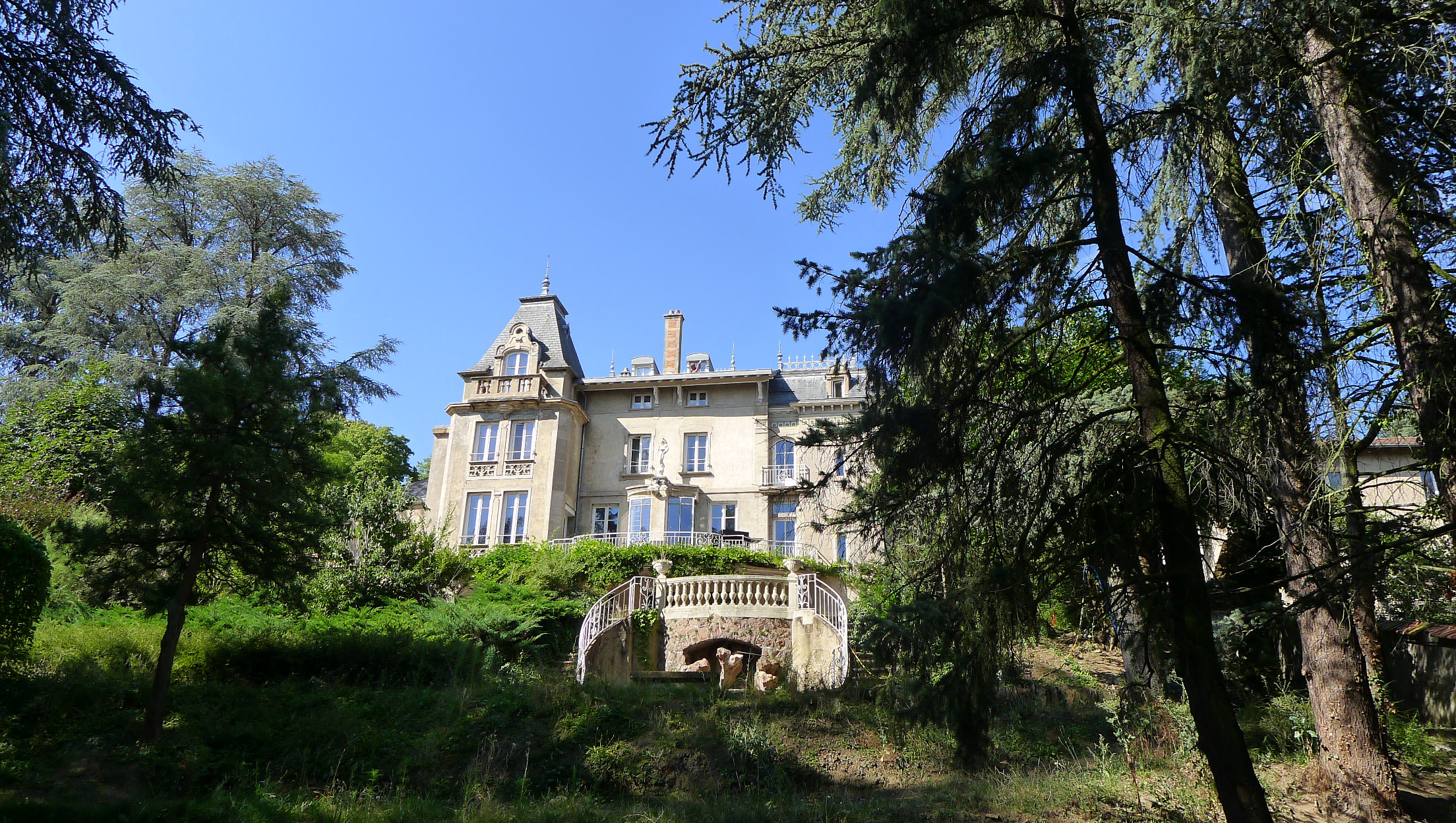
Manoir de E. CATELAND, achevé en 1907 à Tarare (Rhone)
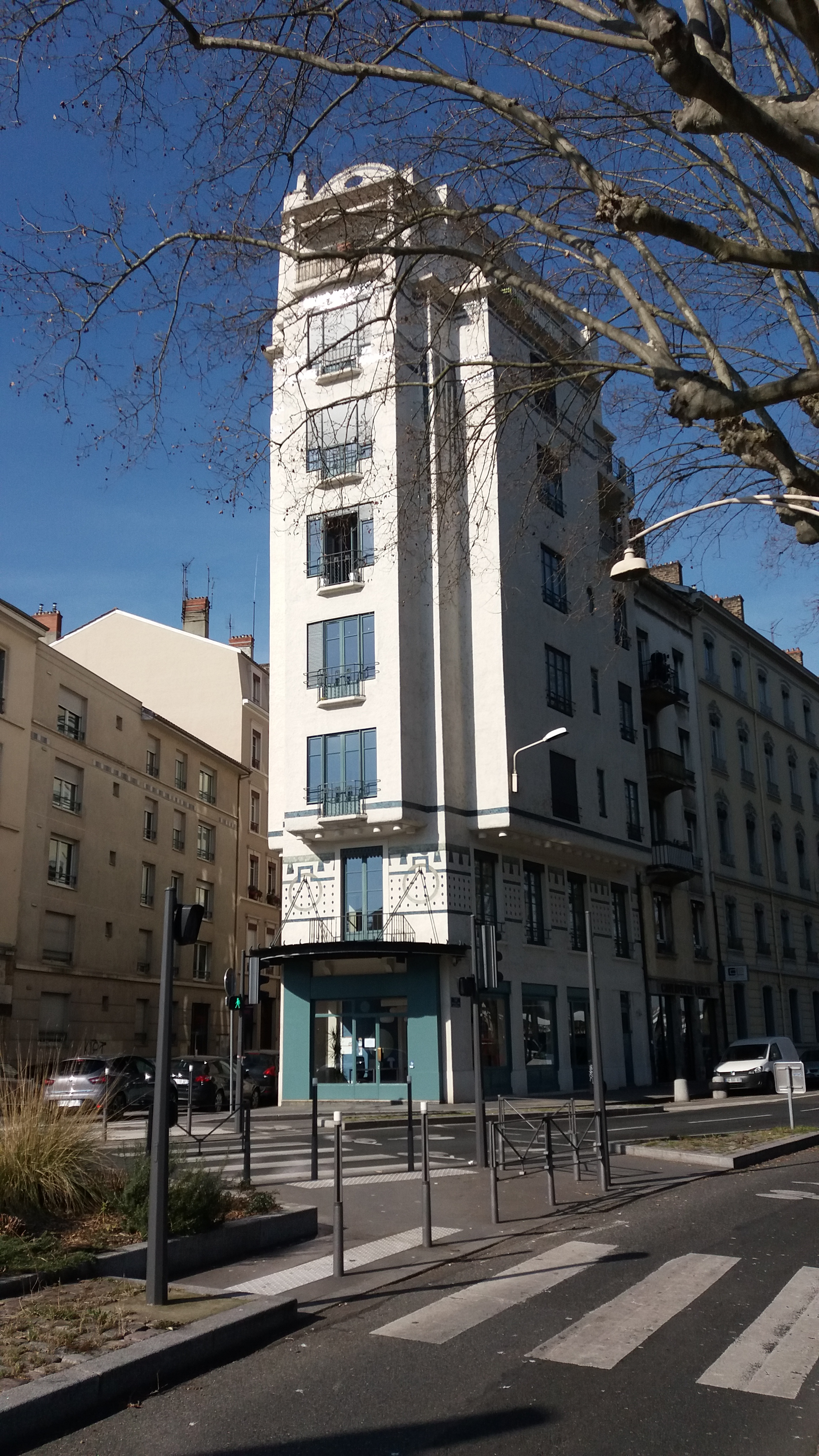
Immeuble Cateland dans le quartier de Vaise à Lyon.
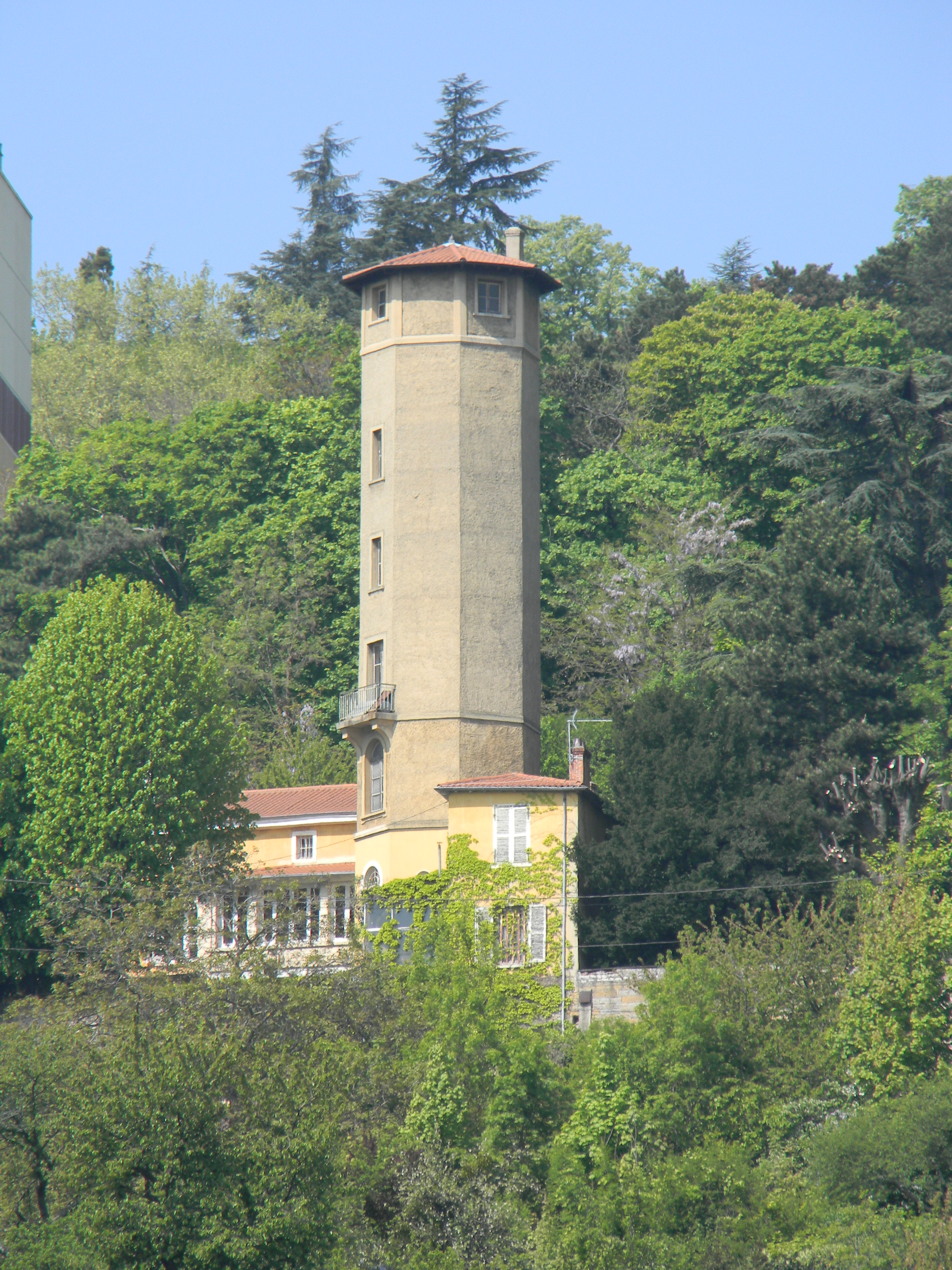
Tour de guet Fontanières à Sainte-Foy-lès-Lyon (Rhône)
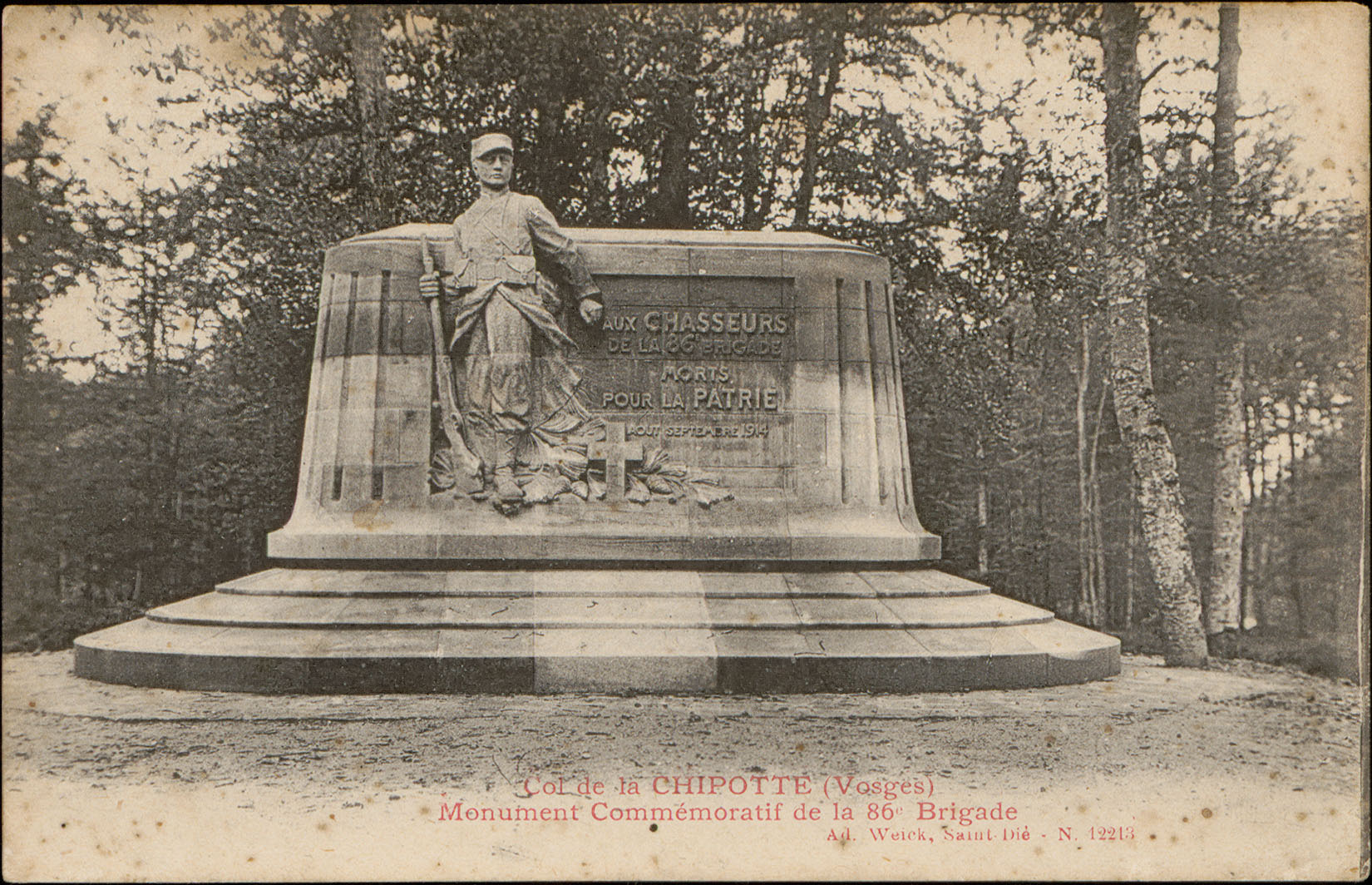
Monument dit « des Chasseurs » à la gloire de la 86e Brigade au col de la Chipotte (Vosges).